# Chiesa di Santa Maria Assunta (Montecrestese)
La chiesa di Santa Maria Assunta è un edificio religioso situato a Montecrestese, in provincia del Verbano-Cusio-Ossola e diocesi di Novara; fa parte dell'unità pastorale di Domodossola.
Tra i numerosi piccoli nuclei abitati che costituiscono l'attuale comune di Montecrestese e che si sviluppano su un ampio territorio sulla costa montana fra la valle Isorno e la Val Vigezzo, venne scelto per l'edificazione della chiesa un nucleo centrale che assunse nel tempo il nome di "Chiesa". L'edificio originario viene fatto risalire alla fine del XI secolo o inizio del XII.

## Campanile
Il campanile che con i suoi 67,5 metri è il più elevato dell'Ossola, sorge a distanza di una decina di metri su una sporgenza rocciosa e risale al primo decennio del Seicento, la guglia alla seconda metà del XVII secolo. All'interno del campanile è conservata l'antica struttura romanica, la salita alla cella campanaria si snoda infatti tra due ordini di muratura.

## Struttura

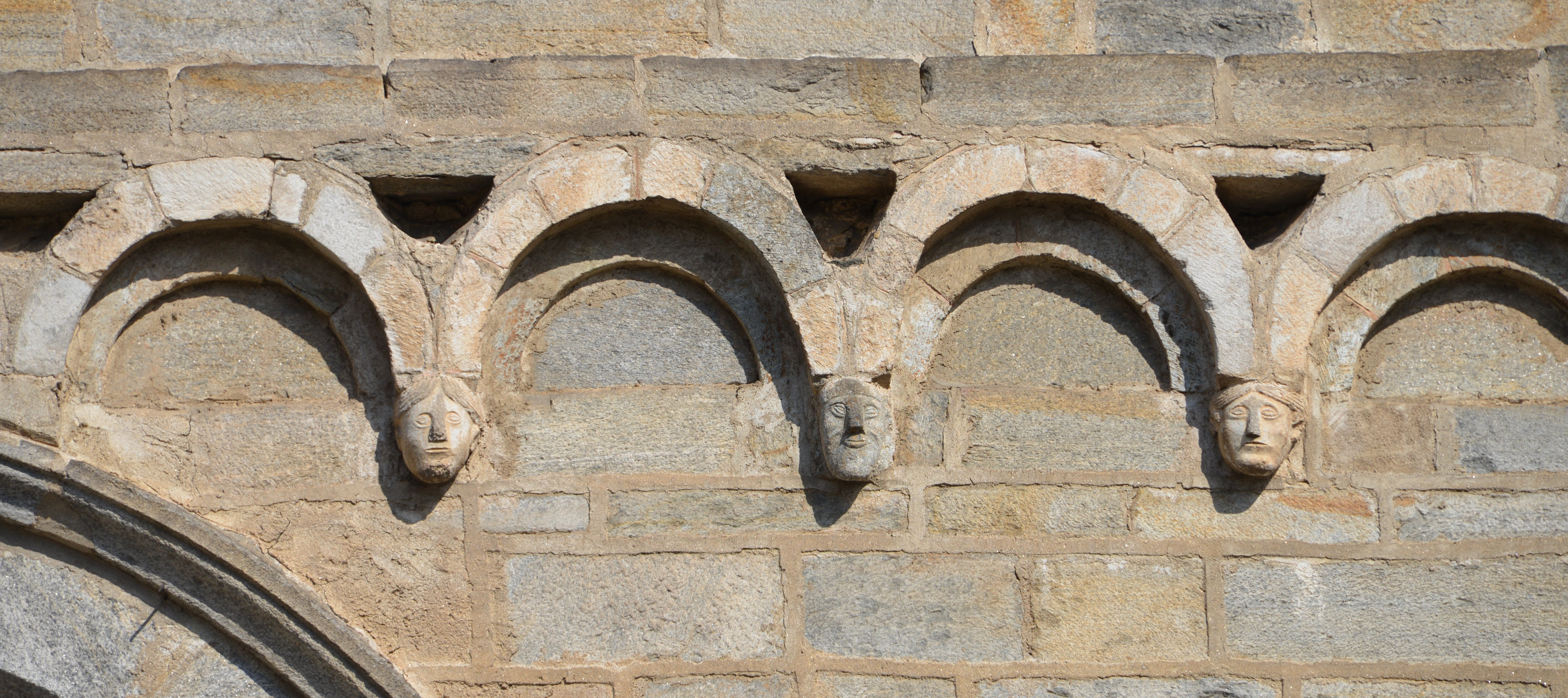
Peducci degli archetti pensili sulla facciata

La chiesa attuale si presenta a tre navate, nella facciata spicca la differenza fra la parte centrale corrispondente alla navata principale che denota con chiarezza l'origine romanica dell'edificio e le parti laterali in cui manca la fascia di archetti. La struttura originaria era infatti ad una navata con abside semicircolare simile alle altre chiese antecedenti o coeve presenti in Ossola, (Villadossola, Trontano, Crevoladossola, Crodo, Varzo e altre). Le dimensioni dell'edificio romanico originario, corrispondente all'attuale navata centrale, erano di circa 11 metri di larghezza all'esterno per 25 metri di lunghezza.
La presenza di decorazioni sulla muratura perimetrale è da attribuirsi al riutilizzo di materiali dall'edificio originario, anche questa caratteristica ricorrente dell'architettura ossolana, in particolare nelle chiese di San Giulio a Cravegna e di San Gaudenzio a Baceno.
Sono conservati gli elementi della facciata originaria, la forma a capanna, il portale sovrastato da un archivolto forse con una lunetta, due cornici di archetti ciechi cigliati o raddoppiati dei quali permane la cornice superiore. Ai lati del rosone si trovano i resti murati di due bifore, il timpano presentava la classica apertura a croce, il tetto a capriate sosteneva la copertura a piode. 
Degni di nota sono i peducci degli archetti pensili sulla facciata che sono modellati a forma di protomi, in alcuni sono riportati curiosamente fisionomie orientaleggianti. Altri peducci con volti si trovano sul fianco meridionale.
L'ampliamento della chiesa risale ai primi decenni del Cinquecento quando vennero abbattuti i muri perimetrali, portando la struttura alle attuali tre navate. La copertura delle navate laterali è con volte a crociera, la navata centrale con ha un soffitto di legno con capriate. Nel 1549 alla navata meridionale venne aggiunta la cappella di Santa Marta davanti alla quale venne posto il fonte battesimale di marmo di Crevola, nella cappella si trova un affresco della Crocifissione, opera del pittore locale Giacomo di Cardone. Interventi successivi riguardano la costruzione di altre due cappelle, l'ampliamento del presbiterio e l'innalzamento della navata centrale con apertura di luci, la modifica della facciata con aggiunta della serliana centrale e del protiro.

## Interni
Tra le decorazioni dell'interno vi sono i medaglioni della navata centrale opera del pittore vigezzino Carlo Mellerio autore anche di affreschi nel presbiterio, nei pennacchi della volta e dell'affresco tondo sulla facciata. Opera di Giuseppe Mattia Borgnis sono invece gli affreschi nella cappella di San Giovanni Battista e della Madonna del Rosario che risalgono al 1738. Dello stesso autore sono anche due tele: una Madonna con Bambino e i Santi Antonio Abate e Antonio di Padova, entrambi nella navata settentrionale. 
A fine Seicento risalgono i pulpiti barocchi e i confessionali opera di Carlo Antonio Fiora, il crocefisso del 1627 collocato sull'altare della navata destra è invece opera dell'intagliatore Bartolomeo Tiberino. Notevoli anche l'altare in marmi policromi e l'organo.